# Im Lebenswirbel
Im Lebenswirbel è un film tedesco del 1918, diretto da Heinz Schall. Della pellicola sopravvive una sola copia, nella versione olandese.

## Trama
Margit, moglie del pittore Erik Lind, gravemente malato, si decide, a malincuore, a lasciare l’amante Arvid Sund, dato che la continuazione del loro rapporto, di cui il geloso Erik era a conoscenza, avrebbe, a detta del medico, inesorabilmente minato la salute del pittore. Fra Margit ed Arvid si perde ogni contatto.
Dopo la morte del marito Margit, nel cabaret nel quale si esibisce come cantante, fa la conoscenza di Knut, che la corteggia e la chiede in moglie. Margit rifiuta, affermando di amare un altro uomo, ma, dopo aver appreso che Knut è il fratello di Arvid, cambia repentinamente idea ed accetta.
Knut conduce dunque Margit, come futura sposa, nelle tenute dei Sund, dove avviene l’imbarazzante incontro fra lei e la famiglia Sund, compresi Arvid e la madre.
Margit ed Arvid iniziano a frequentarsi segretamente, finché Knut, messo in guardia da un dipendente rancoroso, sorprende la coppia, ed infligge inavvertitamente a Margit una ferita mortale.